# Dracaena ellenbeckiana
Dracaena ellenbeckiana är en sparrisväxtart som beskrevs av Adolf Engler. Dracaena ellenbeckiana ingår i släktet dracenor, och familjen sparrisväxter. Inga underarter finns listade i Catalogue of Life.